# Députation provinciale de Huesca
La députation provinciale de Huesca (en espagnol : Diputación Provincial de Huesca), ou plus simplement la députation de Huesca, est l'organe institutionnel propre à la province de Huesca qui assure les différentes fonctions administratives et exécutives de la province.
Il comprend toutes les communes de la province de Huesca et l'une de ses fonctions les plus importantes est d'aider au financement des communes pour la construction d'ouvrages publics.
Son siège est situé à Huesca. Son président est Antonio Cosculluela Bergua, du PSOE, également maire de Barbastro.